# ATP Challenger Dublin
Das ATP Challenger Dublin (offiziell: Dublin Challenger) war ein Tennisturnier, das von 2006 bis 2008 jährlich in Dublin stattfand. Es gehörte zur ATP Challenger Tour und wurde im Freien auf Teppich gespielt. Rohan Bopanna ist mit je einem Einzel- und Doppeltitel Rekordsieger des Turniers.

## Liste der Sieger

### Einzel
| Jahr | Sieger        | Finalgegner      | Ergebnis  |
| ---- | ------------- | ---------------- | --------- |
| 2008 | Robert Smeets | Frederik Nielsen | 7:65, 6:2 |
| 2007 | Rohan Bopanna | Martin Pedersen  | 6:4, 6:3  |
| 2006 | Mischa Zverev | Kristian Pless   | 7:5, 7:66 |

### Doppel
| Jahr | Sieger                                | Finalgegner                      | Ergebnis         |
| ---- | ------------------------------------- | -------------------------------- | ---------------- |
| 2008 | Prakash Amritraj Aisam-ul-Haq Qureshi | Jonathan Marray Frederik Nielsen | 6:3, 7:66        |
| 2007 | Rohan Bopanna Adam Feeney             | Lars Burgsmüller Mischa Zverev   | 6:2, 6:2         |
| 2006 | Jasper Smit Martijn van Haasteren     | Colin Fleming Jamie Murray       | 6:3, 2:6, [10:8] |